# Mont-Notre-Dame
Mont-Notre-Dame és un municipi francès situat al departament de l'Aisne i a la regió dels Alts de França. L'any 2007 tenia 647 habitants.

## Demografia

### Població
El 2007 la població de fet de Mont-Notre-Dame era de 647 persones. Hi havia 224 famílies de les quals 44 eren unipersonals (16 homes vivint sols i 28 dones vivint soles), 76 parelles sense fills, 84 parelles amb fills i 20 famílies monoparentals amb fills.
La població ha evolucionat segons el següent gràfic:
Habitants censats

### Habitatges
El 2007 hi havia 292 habitatges, 244 eren l'habitatge principal de la família, 31 eren segones residències i 17 estaven desocupats. Tots els 291 habitatges eren cases. Dels 244 habitatges principals, 205 estaven ocupats pels seus propietaris, 37 estaven llogats i ocupats pels llogaters i 2 estaven cedits a títol gratuït; 3 tenien una cambra, 9 en tenien dues, 37 en tenien tres, 66 en tenien quatre i 130 en tenien cinc o més. 190 habitatges disposaven pel capbaix d'una plaça de pàrquing. A 103 habitatges hi havia un automòbil i a 117 n'hi havia dos o més.

### Piràmide de població
La piràmide de població per edats i sexe el 2009 era:
| Homes | Edats   | Dones |
| ----- | ------- | ----- |
| 0     | 95 o +  | 4     |
| 0     | 90 a 94 | 0     |
| 0     | 85 a 89 | 4     |
| 4     | 80 a 84 | 0     |
| 12    | 75 a 79 | 20    |
| 8     | 70 a 74 | 8     |
| 16    | 65 a 69 | 16    |
| 12    | 60 a 64 | 20    |
| 12    | 55 a 59 | 20    |
| 24    | 50 a 54 | 16    |
| 32    | 45 a 49 | 28    |
| 12    | 40 a 44 | 12    |
| 28    | 35 a 39 | 20    |
| 20    | 30 a 34 | 28    |
| 28    | 25 a 29 | 16    |
| 20    | 20 a 24 | 28    |
| 28    | 15 a 19 | 4     |
| 36    | 10 a 14 | 44    |
| 20    | 5 a 9   | 24    |
| 4     | 0 a 4   | 24    |

## Economia
El 2007 la població en edat de treballar era de 439 persones, 315 eren actives i 124 eren inactives. De les 315 persones actives 277 estaven ocupades (163 homes i 114 dones) i 38 estaven aturades (13 homes i 25 dones). De les 124 persones inactives 35 estaven jubilades, 37 estaven estudiant i 52 estaven classificades com a «altres inactius».

### Ingressos
El 2009 a Mont-Notre-Dame hi havia 261 unitats fiscals que integraven 685 persones, la mediana anual d'ingressos fiscals per persona era de 16.598 €.

### Activitats econòmiques
Dels 17 establiments que hi havia el 2007, 1 era d'una empresa extractiva, 1 d'una empresa alimentària, 1 d'una empresa de fabricació d'altres productes industrials, 5 d'empreses de construcció, 2 d'empreses de comerç i reparació d'automòbils, 5 d'empreses de transport, 1 d'una empresa d'hostatgeria i restauració i 1 d'una empresa classificada com a «altres activitats de serveis».
Dels 7 establiments de servei als particulars que hi havia el 2009, 1 era una oficina de correu, 2 tallers de reparació d'automòbils i de material agrícola i 4 paletes.
L'únic establiment comercial que hi havia el 2009 era una fleca.
L'any 2000 a Mont-Notre-Dame hi havia 3 explotacions agrícoles que ocupaven un total de 489 hectàrees.

## Equipaments sanitaris i escolars
El 2009 hi havia una escola elemental.

## Poblacions més properes
El següent diagrama mostra les poblacions més properes.